# Podiceps andinus
Lo svasso colombiano (Podiceps andinus Meyer de Schauensee, 1959) è un uccello della famiglia dei Podicipedidi. È considerato estinto nel 1977, quando è stato osservato l'ultimo esemplare.